# وولفگانگ پفایفر
وولفگانگ پفایفر (به آلمانی: Wolfgang Pfeifer) بازیکن فوتبال و مهاجم اهل آلمان شرقی بود که از سال ۱۹۵۸ میلادی عضو تیم ملی فوتبال آلمان شرقی بوده‌است. وی در ۲ بازی ملی حضور داشته و در بازی‌های ملی‌اش گلی به ثمر نرساند. وولفگانگ پفایفر آخرین بازی ملی خود را در سال ۱۹۵۹ میلادی انجام داد.